# Julio Obsecuente
Julio Obsecuente (Iulius Obsequens) fue un escritor de la antigua Roma, autor de una obra llamada Libro de los Prodigios (Liber Prodigiorum). Nada se conoce acerca de su vida, pero se cree que vivió en el siglo IV .
El Libro de los Prodigios es una recopilación de textos provenientes de la obra de Tito Livio que hacen referencia a prodigios (sucesos extraordinarios y sobrenaturales) ocurridos en la historia de Roma entre los años 249 a. C. y 12 a. C. Fue impreso por vez primera por el humanista veneciano Aldo Manuzio en 1508, según un manuscrito hoy perdido, que perteneció a Jodocus de Verona. Ediciones posteriores fueron impresas por F. Oudendorp (Leyde, 1720) y O. Jahn (1853).
La obra es muy citada por los interesados en la ufología, que interpretan algunos de los prodigios mencionados en ella como ejemplos de las apariciones que intentan rastrear.

## Traducciones
- Obsecuente, Julio (1990). Libro de los Prodigios, restituido a su integridad en beneficio de la Historia por Conrado Licóstenes. Introducción, traducción y notas de Ana Moure Casas. Madrid: Ediciones Clásicas. ISBN 978-84-788-2012-2.
- Livio, Tito/ Obsecuente, Julio (1995). Períocas y fragmentos/ Libro de los prodigios. Madrid: Editorial Gredos. ISBN 978-84-249-1696-1.